# 洪庭桂
洪庭桂（1504年10月28日—1574年10月5日），字德馨，號芹谷，福建南安人，徙居晋江，明朝政治人物，同進士出身。

## 生平
嘉靖十三年（1534年）甲午科福建鄉試第七十一名舉人。嘉靖十七年（1538年）中式戊戌科會試第六十一名。嘉靖十七年（1538年）登進士第三甲第一百二十八名。授行人司行人，擢河南道監察御史，后降江西按察司知事，擢德兴縣知縣。因罢歸鄉，杜门不出。

## 家族
曾祖洪敏倫、祖父洪昕，曾任義官、父洪宙。母林氏；繼母吳氏。